# Andréi Karguínov

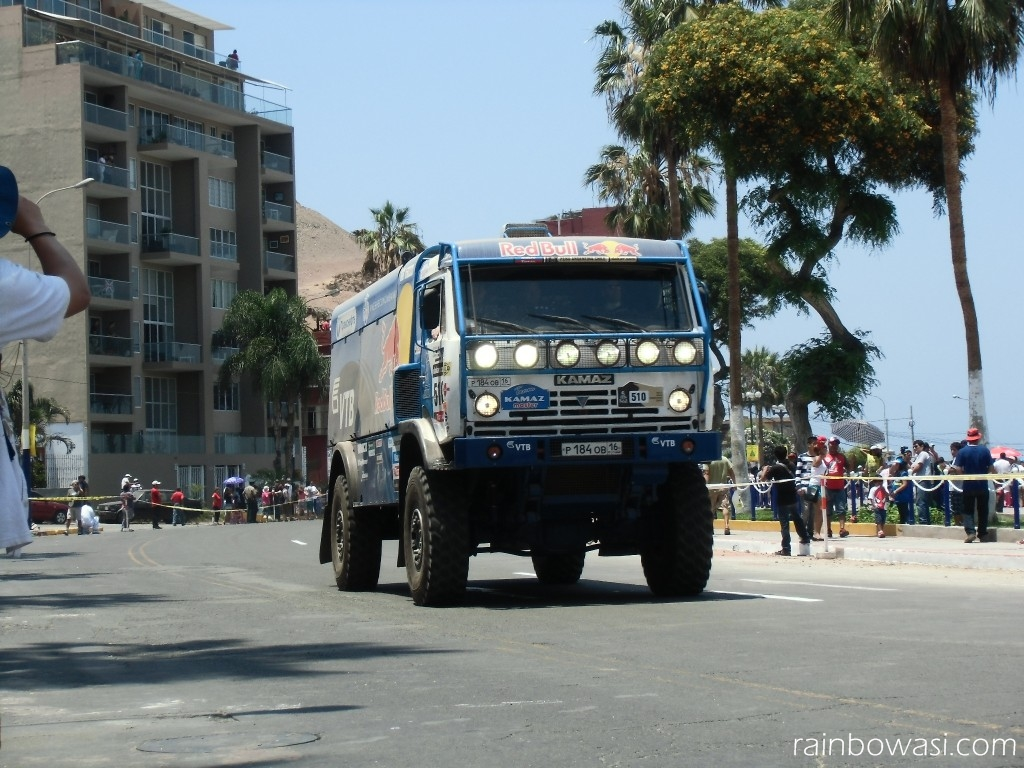
Andréi Karguínov con su camión Kamaz en Lima, Perú, durante la primera etapa del Rally Dakar 2013.

Andréi Olégovich Karguínov (Mirni, Unión Soviética, 23 de febrero de 1976) es un piloto de rally ruso, especializado en rally raid, tercer lugar en el Rally Dakar de 2013 y 2015 y vencedor del Rally Dakar de 2014 y 2020 en categoría camiones.

## Trayectoria
Andréi Karguínov inició su carrera en 2006 como mecánico de distintos pilotos de Kamaz, en varias pruebas válidas para el campeonato de Rusia en rally raid.
En 2010, participó por primera vez en el Rally Dakar como mecánico de la tripulación liderada por Ilgizar Mardeev, alcanzando la quinta posición final. En 2011 debuta como piloto titular ganando el campeonato de Rusia de rally raid, y alcanzando la tercera posición en el Silk Way Rally o rally de la "Ruta de la Seda".
En el Rally Dakar 2012 debuta como piloto alcanzando un meritorio cuarto lugar en la clasificación final, la mejor posición para un debutante en el "Dakar", logrando además dos victorias de etapa. En el Dakar 2013, logra tres victorias de etapa alcanzando por primera vez el podio final, terminando en tercer lugar.
En el Rally Dakar 2014 tras una reñida lucha con Gerard de Rooy, se hace de la primera colocación en la clasificación general tres etapas antes de la finalización y se corona vencedor del Rally Dakar por primera vez.
El 11 de enero de 2019, es apartado del Rally Dakar 2019 por atropellar a un espectador de la carrera y no parar a auxiliarlo.
En otras pruebas fuera del Dakar destaca su triunfo en el Africa Eco Race en la edición de 2017.

## Resultados

### Rally Dakar
| Año                           | Categoría                   | Modelo                      | Posición                    | Etapas                      |                             |
| Participaciones como piloto   | Participaciones como piloto | Participaciones como piloto | Participaciones como piloto | Participaciones como piloto | Participaciones como piloto |
| ----------------------------- | --------------------------- | --------------------------- | --------------------------- | --------------------------- | --------------------------- |
| 2012                          | Camiones                    | KamAZ 4326 VK               | 4.º                         | 2                           |                             |
| 2013                          | Camiones                    | KamAZ 4326 VK               | 3.º                         | 3                           |                             |
| 2014                          | Camiones                    | KamAZ 4326 VK               | 1.º                         | 4                           |                             |
| 2015                          | Camiones                    | KamAZ 4326 VK               | 3.º                         | -                           |                             |
| 2016                          | Camiones                    | KamAZ 4326 VK               | 14.º                        | -                           |                             |
| 2019                          | Camiones                    | KamAZ 4326 VK               | DSQ                         | 2                           |                             |
| 2020                          | Camiones                    | KamAZ 4326 VK               | 1.º                         | 6                           |                             |
| 2021                          | Camiones                    | KamAZ 4326 VK               | 7.º                         | -                           |                             |
| 2022                          | Camiones                    | KamAZ 4326 VK               | 4.º                         | 3                           |                             |
| Participaciones como copiloto |                             |                             |                             |                             |                             |
| 2010                          | Camiones                    | KamAZ 4326 VK               | 5.º                         | 1                           |                             |
| Fuente:                       |                             |                             |                             |                             |                             |